# Station Langres
Station Langres is een spoorwegstation in de Franse gemeente Langres.